# Zaroślak (Gdańsk)

Zaroślak na mapie Śródmieścia

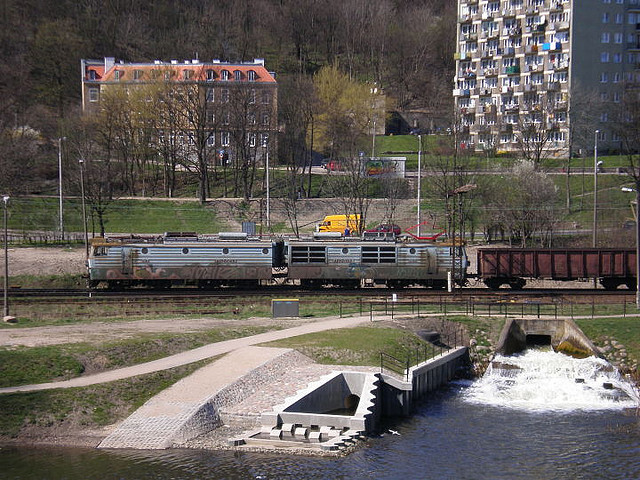
Zaroślak, na pierwszym planie Opływ Motławy, dalej tory kolejowe

Zaroślak (dawniej: Peterszawa, Piotrokierz, niem. Petershagen) – osiedle w Gdańsku, w dzielnicach: Śródmieście, Chełm oraz Orunia-Św. Wojciech-Lipce. Należy do okręgu historycznego Gdańsk.

## Położenie administracyjne

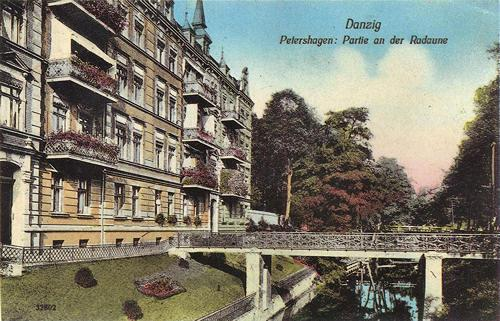
Zaroślak i Kanał Raduni, ok. 1900

Zaroślak położony jest na trójstyku trzech dzielnic. Otaczają go następujące podjednostki:
- od północy: Nowe Ogrody, Główne Miasto
- od zachodu: Biskupia Górka
- od wschodu: Stare Przedmieście
- od południa: Orunia

### Podział historyczny
Morfogenetycznie, Zaroślak dzieli się na dwie części, które niegdyś były zupełnie niezależne od siebie:
- Zaroślak Wewnętrzny – w dzielnicy Śródmieście
- Zaroślak Zewnętrzny – w dzielnicach Chełm i Gdańsk Południe oraz Orunia-Św. Wojciech-Lipce

Podział między tymi jednostkami terytorialnymi biegnie wzdłuż nieistniejących już wałów miejskich. Obecnie jednak obie części Zaroślaka stanowią integralną całość.

## Historia

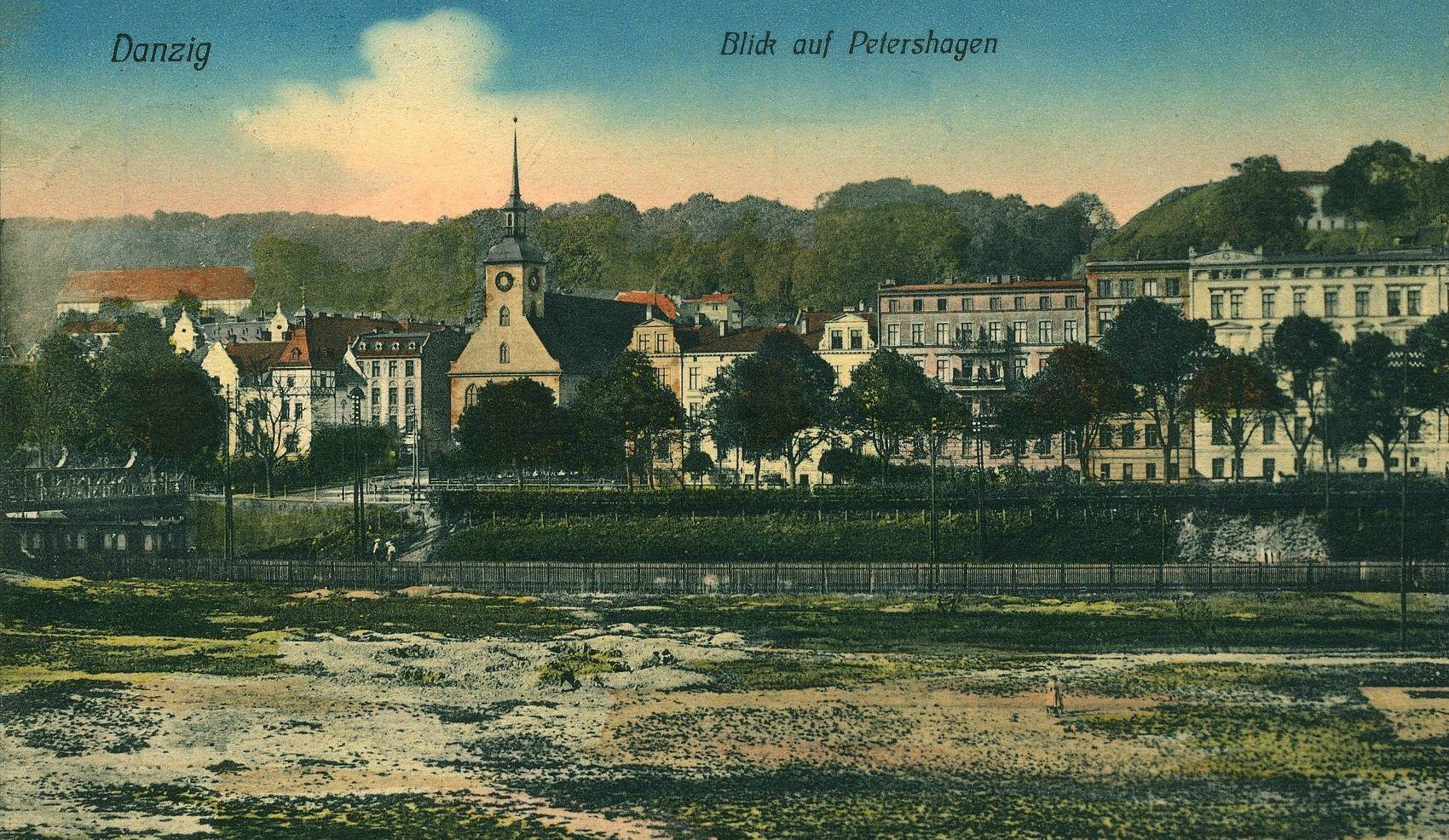
Zaroślak, w środku kościół pw. Zbawiciela, ok. 1900

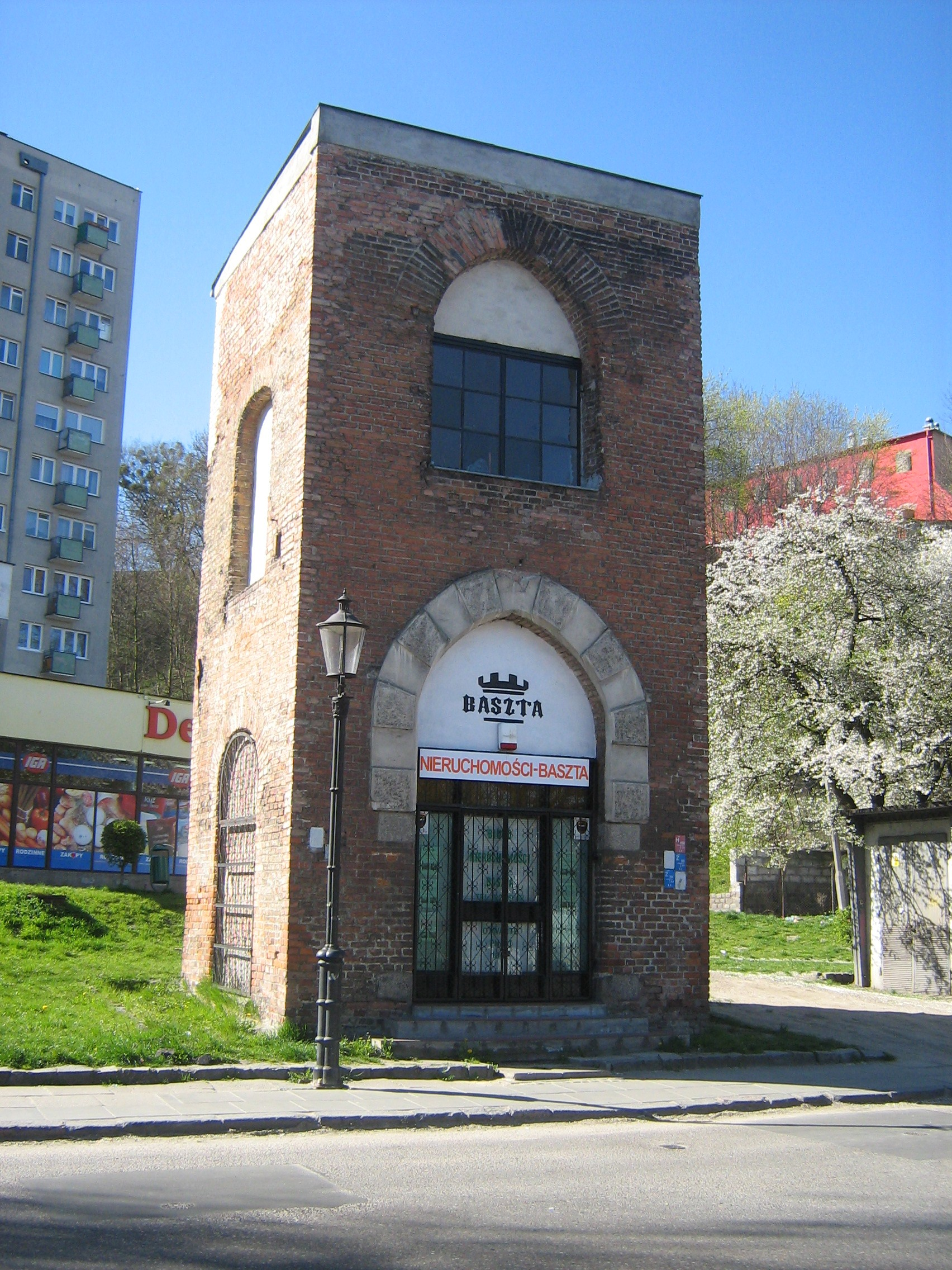
Pozostałość wieży kościoła pw. Zbawiciela z końca XVII wieku

Początki osady sięgają XIV wieku; lokacja wsi – własności krzyżackiej – nastąpiła w 1365. Dawne nazwy: Petershagin (1454); Petershagen innerhalb des Tores, Petershagen ausserhalb des Tores (1660); Peterszawa (XIX/XX wiek); Piotrokierz; Piotrokrze.
W Średniowieczu krzyżacy posiadali dwie cegielnie na terenie Zaroślaku.
W latach 1633–1634 został zbudowany pierwszy kościół Zbawiciela, który został rozebrany w 1656. W 1695 Bartel Ranisch zbudował drugi kościół pw. Zbawiciela. W 1814 kościół został poważnie zniszczony w wyniku wybuchu granatu. Odbudowę zakończono ok. 1860. Kościół został zniszczony niemal całkowicie podczas działań wojennych w 1945, ocalała jedynie część wieży.
Zaroślak Wewnętrzny został przyłączony w granice administracyjne miasta w 1656, zaś Zaroślak Zewnętrzny – w 1807. Zaroślak Zewnętrzny oddzielał od Wewnętrznego wysoki wał ziemny. Linia miejskich fortyfikacji nowożytnych zaopatrzona była w Bramę Oruńską, przez którą prowadził wyjazd na południe. W latach 1865–1867 zbudowana została linia kolejowa od Bramy Oruńskiej do Nowego Portu, która rozdzieliła osiedle. Od 1867 brama ulegała stopniowej rozbiórce i ostatecznie przestała istnieć niedługo po I wojnie światowej.
W 1897 został rozebrany lokalny odcinek fortyfikacji nowożytnych. Na tym terenie zbudowana została ul. Augustyńskiego. Od 1918 figuruje ona w księgach adresowych jako ul. Przy Białej Wieży (Am Weißen Turm), co po II wojnie światowej przetłumaczono na Białowieską. W 1957 zostało jej nadane imię Jana Augustyńskiego.
Na początku XX wieku zbudowano gmach Koszar Zaroślak (przy obecnej ul. J. Augustyńskiego 1), który w okresie Wolnego Miasta Gdańska mieścił Gimnazjum Polskie w Gdańsku. W czasie II wojny światowej gmach szkoły zajęło niemieckie wojsko.

### Ludzie związani z Zaroślakiem
- Jakob Kabrun
- Wilhelm August Stryowski – artysta malarz[8]

## Położenie geograficzne

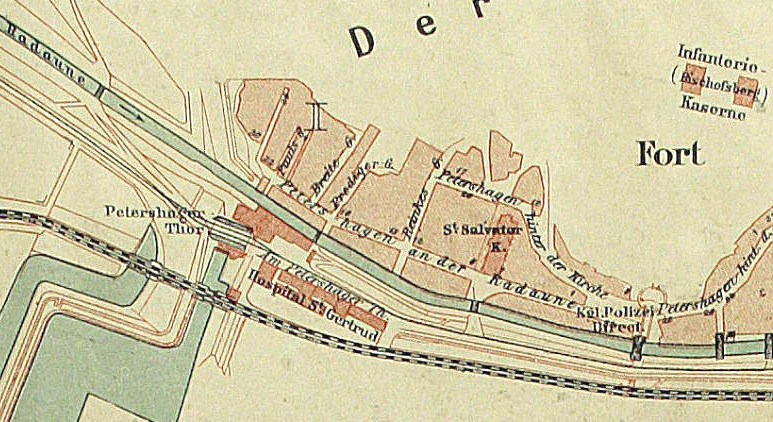
Zaroślak na planie z 1897

Zaroślak położony jest na wschodniej skarpie Biskupiej Górki. Długość południkowa to ok. 0,7 km. W najszerszym miejscu ma równoleżnikowo ok. 0,25 km szerokości. Jego topografię zdegradował rów biegnący przez całą długość Zaroślaka, w którym znajdują się tory kolejowe.
Przez środek osiedla przepływa Kanał Raduni.

## Komunikacja
Przez Zaroślak przebiega droga krajowa nr 91 tzw. stara jedynka w postaci ulic: Trakt Św. Wojciecha i Okopowej. W ciągu Traktu św. Wojciecha znajduje ważny Wiadukt Biskupia Górka. Pod wiaduktem przebiegają linie kolejowe: 9 (Gdańsk Główny – Warszawa Wschodnia) i 250 (Gdańsk Śródmieście – Rumia). Do 1965 istniał tu przystanek kolejowy Gdańsk Biskupia Górka.
Od północy osiedle ogranicza al. Armii Krajowej.

### Komunikacja miejska

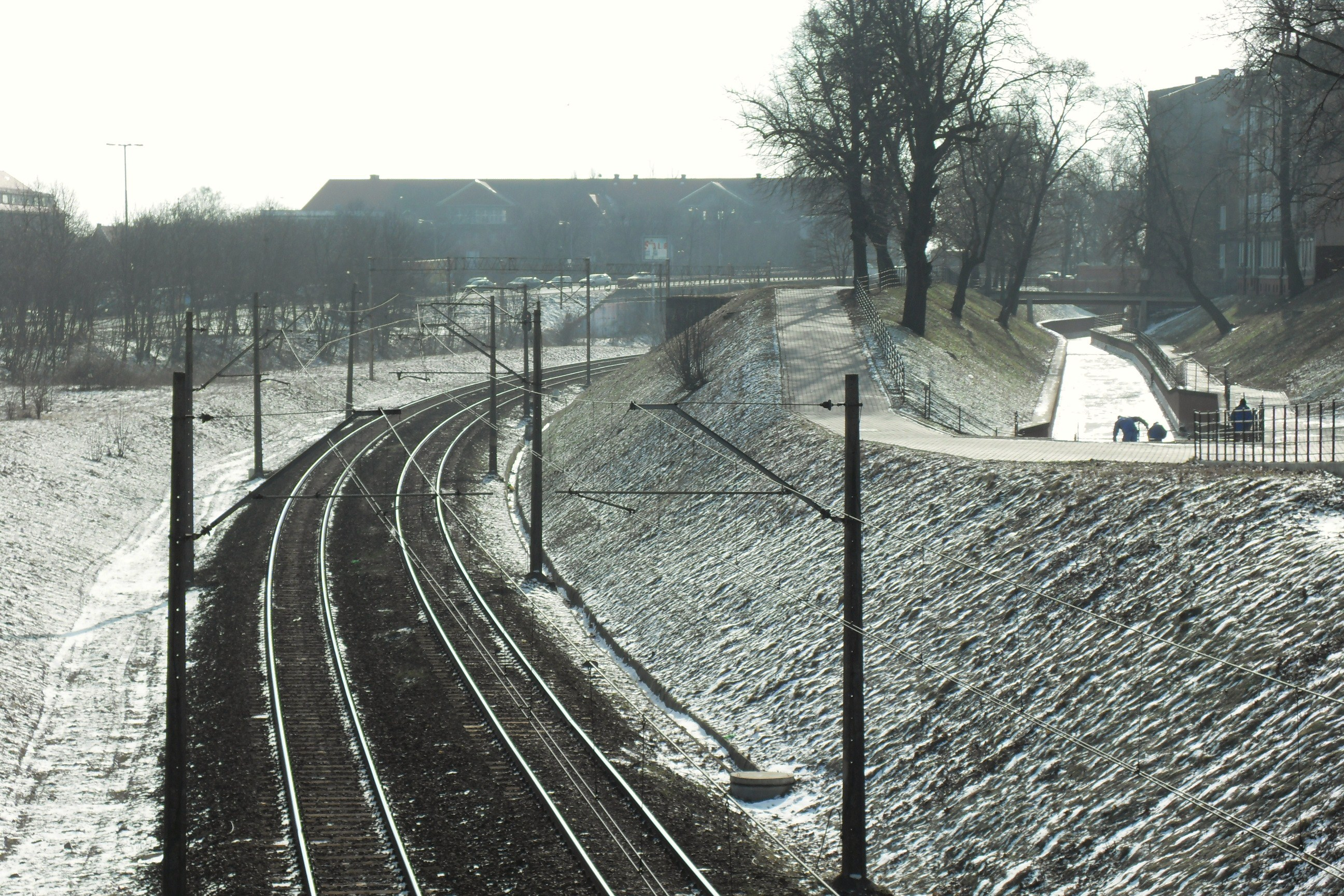
Zaroślak – rów z torami kolejowymi, po prawej zamarznięty Kanał Raduni

Na Zaroślaku zatrzymują się autobusy miejskie. Na północnej granicy osiedla znajduje się przystanek tramwajowy „Śródmieście SKM”.
1 kwietnia 2015 r. oddano do użytku nowy przystanek Szybkiej Kolei Miejskiej o nazwie Gdańsk Śródmieście.